# Ходоровский сахарный завод
Ходоровский сахарный завод — предприятие пищевой промышленности в городе Ходоров Стрыйского района Львовской области, прекратившее производственную деятельность.

## История
В 1912 году в городке Ходоров коронной земли королевство Галиции и Лодомерии Австро-Венгрии было создано акционерное общество «Chodorow» для строительства сахарного завода, взят кредит и составлен проект строительства предприятия. В 1913 году сахарный завод был построен и введён в эксплуатацию.
10 октября 1913 года сахарный завод «Ходоров» (на котором было установлено новое оборудование производства фирмы «Шкода») начал пеереработку сырья. За первый сезон завод переработал 363 тыс. центнеров сахарной свеклы и дал 4,4 тыс. тонн сахара.
После начала 28 июля 1914 года Первой мировой войны город оказался в прифронтовой зоне и положение предприятия осложнилось, в следующем месяце Ходоров стал зоной боевых действий между австрийскими и русскими войсками, в сентябре 1914 года — включён в состав Львовской губернии Галицийского генерал-губернаторства, но после перехода в наступление немецко-австрийских войск в 1915 году русские войска оставили Ходоров.
Общий убыток завода в результате боевых действий первой мировой войны составил 2 566 190 крон.
После распада Австро-Венгрии в ноябре 1918 года в 1919 году город заняли польские войска, в ходе советско-польской войны 19 августа 1920 года Ходоров заняла 1-я бригада 8-й дивизии Червонного казачества РККА, но 21 августа 1920 года она отступила и польская власть в городе была восстановлена.
В 1921 году для обеспечения сырьём и топливом завод купил восемь фольварков в окрестностях Ходорова и лес общей площадью 5200 моргов.
В 1923—1924 гг. на сахарном заводе работали 430 из 675 всех рабочих всех промышленных предприятий города, в следующие годы он оставался крупнейшим предприятием города.

### 1939—1991
1 сентября 1939 года началась немецко-польская война, в конце сентября 1939 года Ходоров заняли советские войска (после чего на сахарном заводе и остальных промышленных предприятиях города были созданы рабочие комитеты). После административно-территориальной реформы 4 декабря 1939 года город был включён в Жидачовский район Дрогобычской области.
17 января 1940 года Ходоров стал центром Ходоровского района Дрогобычской области, что способствовало развитию города — для обеспечения сахарного завода сырьём было принято решение о создании на базе фольварков в Кремеровке и Садках свеклосовхоза, а при заводе была создана библиотека.
Одновременно началось повышение образовательного и профессиональной квалификации работников сахарного завода (только в течение 1940 года курсы техникума с отрывом от производства окончили 197 рабочих, ещё 120 прошли их без отрыва от производства и ещё 18 инженерно-технических работников прошли специальные курсы по повышению квалификации).
В ходе Великой Отечественной войны 30 июня 1941 года Ходоров был оккупирован наступавшими немецкими войсками. Промышленные предприятия города перешли под управление военной администрации, а затем гражданской оккупационной администрации «дистрикта Галиция». На предприятиях был введён ненормированный рабочий день (достигавший 12-15 часов). Продукция сахарного завода вывозилась в Третий рейх и использовалась для снабжения немецких войск. В связи с приближением к городу линии фронта, в 1944 году немцы вывезли оборудование сахарного завода, а незадолго перед отступлением взорвали машинный зал.
27 июля 1944 года Ходоров был освобождён 127-й стрелковой дивизии РККА в ходе Львовско-Сандомирской наступательной операции, после чего началось восстановление предприятия В течение первых трёх недель были отремонтированы водокачка, шлюзы, водопровод, заводские мастерские и крыши зданий. В дальнейшем значительную помощь в восстановлении завода оказало командование 4-го Украинского фронта — по распоряжению командующего фронтом генерала армии И. Е. Петрова заводу передали 15 грузовиков, 15 коней, 15 телег и подвод, а также несколько тонн лакокрасочных, строительных и крепёжных материалов.
В мае 1948 года завод как предприятие союзного значения был передан в прямое подчинение главного управления сахаро-рафинадной промышленности Министерства пищевой промышленности СССР.
В дальнейшем, сахарный завод был реконструирован, расширен и преобразован в Ходоровский сахарный комбинат, на котором был введён в эксплуатацию автоматизированный цех по производству сахара-рафинада.
Обеспечением комбината сырьём занимался Ходоровский совхоз, но с 1957 года предприятие начало переработку импортного сырья.
В 1961 году на комбинате была построена ТЭЦ и введён в эксплуатацию новый цех по производству из мелассы кормовых дрожжей и спирта. Кроме того, при участии рабочих предприятия был построен спортивный стадион.
В 1966 году перерабатывающая мощность комбината составляла 27 тыс. центнеров сахарной свеклы в сутки.
В результате научно-исследовательской и рационализаторской деятельности в 1970х годах установленные на комбинате вакуум-аппараты Ж-4-ПВА были усовершенствованы, что повысило эффективность их работы.
В августе 1986 года было принято решение о улучшении очистных систем предприятия.
В целом, в советское время Ходоровский сахарный комбинат являлся крупнейшим предприятием райцентра.

### После 1991
После провозглашения независимости Украины комбинат перешёл в ведение Государственного комитета пищевой промышленности Украины.
После расформирования совхоза сахарный комбинат был переименован в Ходоровский сахарный завод.
В июле 1995 года Кабинет министров Украины утвердил решение о приватизации завода. В дальнейшем, государственное предприятие было преобразовано в открытое акционерное общество. Позднее завод был реорганизован в общество с ограниченной ответственностью.
В декабре 1999 года арбитражный суд Львовской области признал завод банкротом. С 2001 года предприятие не функционирует.
Тем не менее, склады закрытого сахарного завода использовали для хранения запасов сахара по меньшей мере до 2005 года.

## Известные сотрудники
- Петрив, Владимир Иванович (род. 1926) — Герой Социалистического Труда.